# GenCorp
A GenCorp é uma empresa de tecnologia, com subsidiárias ligadas ao programa espacial Norte Americano. Originalmente fundada em 1915, com o nome de General Tire and Rubber Company, hoje em dia, está sediada em Rancho Cordova, Califórnia.